# هشدار شلیک
اخطار شلیک (به انگلیسی: Trigger Warning) یک فیلم اکشن و دلهره‌آور آمریکایی محصول سال ۲۰۲۴ به کارگردانی مولی سوریا در اولین فیلم انگلیسی زبانش همراه با فیلمنامه‌ای از هیلی گراس، جاش اولسون و جان برانکاتو با بازی جسیکا آلبا و آنتونی مایکل هال است. این فیلم داستان یک افسر ماهر نیروی ویژه‌ای را روایت می‌کند که مدت کوتاهی پس از مرگ پدربزرگش مالکیت کافه پدربزرگش را به دست می‌گیرد و به زودی خود را در تقابل با باند خشونت‌آمیزی می‌بیند که در زادگاهش بیداد می‌کنند.
فیلم اولین بار توسط کمپانی تاندر رود فیلمز در ژوئن ۲۰۱۶ با فیلمنامه‌ای که توسط جاش اولسون و جان برانکاتو نوشته شده بود، خریداری شد و به عنوان تلاقی زنانه بین اولین خون و جان ویک توصیف می‌شود. نتفلیکس بعداً این فیلم را در می ۲۰۲۰ با جسیکا آلبا خریداری کرد و همچنین به عنوان تهیه‌کننده اجرایی و مولی سوریا به کارگردانی پیوست. بسیاری از بازیگران اصلی در سپتامبر ۲۰۲۱ با فیلمبرداری در نیومکزیکو بین سپتامبر و اکتبر ۲۰۲۱ حضور داشتند. انیس روتوف موسیقی فیلم را در اوت ۲۰۲۳ ساخت.
این فیلم قرار است در ۲۱ ژوئن ۲۰۲۴ توسط نتفلیکس منتشر شود.

## داستان
پارکر (جسیکا آلبا)  یک افسر ماهر نیروی ویژه‌ سابق مبتلا به اختلال اضطراب پس از سانحه است که کافه پدربزرگش را به ارث می‌برد و پس از اطلاع از حقیقت مرگ ناگهانی پدرش با یک دوراهی اخلاقی روبرو می‌شود.

## ساخت
در ۲ سپتامبر ۲۰۲۱، قرار بود فیلمبرداری در نیومکزیکو در پاییز ۲۰۲۱ آغاز شود. در ۱ اکتبر ۲۰۲۱، جیمز سائول، یکی از خدمه، در بیمارستان بستری شد، زیرا کابلی پاره شد و پای سائول شکست.